# Platycheirus arat
Platycheirus arat är en tvåvingeart som först beskrevs av Violovitsh 1975.  Platycheirus arat ingår i släktet fotblomflugor, och familjen blomflugor. Inga underarter finns listade i Catalogue of Life.